# Juan José Díaz Infante Casasús
Juan José Díaz Infante (México, DF, 19 de abril de 1961) es artista transdisciplinario, fotógrafo y poeta.   Es director del proyecto Ulises I, el cual consiste en el lanzamiento del primer satélite mexicano con fines artísticos, creado por ciudadanos. La relevancia de Ulises I, ha posicionado a Díaz Infante como miembro del Comité Cultural de la Federación Astronáutica Internacional: ITACCUS, presidido por Roger Malina, así como de diferentes foros internacionales incluidos The Arts Catalyst en Londres y el Massachusetts Institute of Technology de Boston, entre otros.
Díaz Infante es el actual director del Festival Internacional Play!, curador del proyecto Ulises I y curador en Jefe de Transitio_mx03 (2009). Es además Chair del Foro Latinoamericano en el International Symposium of Electronic Arts.
Su obra personal incluye poesía experimental, fotografía, video, instalación, multimedia, música, netart y arte electrónico, los cuales se han exhibido en México y en el extranjero.
Tiene 25 libros publicados, algunos de ellos traducidos al francés, ruso, portugués, inglés y alemán.
En el mes de octubre de 2013 fue homenajeado con el reconocimiento "Mentes Quo+Discovery en la categoría "Vanguardia" por el proyecto Ulises I

## Estudios
Licenciado en Artes, graduado del Brooks Institute of Photography, Santa Bárbara (California), 1982. Especialidad en fotografía publicitaria. Minor en audiovisuales

## Carrera artística
Sus trabajos son transdisciplinarios e interdisciplinarios en muchos de los casos colabora de manera grupal para realizar sus obras, ha trabajado como curador y artista en el Museo de Arte Moderno (MAM), el Palacio de Bellas Artes, el Museo de Arte Carrillo Gil, Ex-Teresa Espacio Alternativo, Casa Lamm, en el Museo Universitario del Chopo, el Centro de la Imagen, Laboratorio Arte Alameda, el Centro Nacional de las Artes y muchas otras instituciones.
Ha participado en el proyecto Música de Cámara, en 1985, y expuesto internacionalmente en Estados Unidos, en la Galería Nexus de Atlanta y en la Universidad de Arizona en Tucson
Su trabajo se ha exhibido en Canadá, Chipre, Italia (Bienal de Venecia, 1995), Austria, Brasil, Argentina, España, Francia, Venezuela, Rusia y Mongolia y en el ISEA 2010, en Alemania.
Actualmente se dedica a realizar proyectos de arte relacionados con el espacio y la tecnología, ha participado en La Gravedad de los Asuntos, del Laboratorio de Arte Alameda, y en el satélite y obra de arte ULISES I.
La gravedad de los asuntos busca experimentar las implicaciones culturales y científicas del concepto de la gravedad desde un punto de vista cotidiano de las personas, acercándose a temas fundamentales de lo humano.
El proyecto se realizó en el Centro de Entrenamiento para Cosmonautas Yuri Gagarin en Rusia, donde artistas pudieron realizar dibujos durante un vuelo parabólico de 2 horas y experimentar con la falta de gravedad. Los participantes fueron Ale de la Puente, Arcángel Constantini, Fabiola Torres-Alzaga, Gilberto Esparza, Iván Puig, Juan José Díaz Infante, Marcela Armas, Miguel Alcubierre, Nahum y Tania Candiani.

## Música de Cámara
Díaz Infante se ha desarrollado en diferentes áreas del arte, la comunicación y la mercadotecnia. Es reconocido internacionalmente por el grupo interdisciplinario Música de Cámara conformado por Ángel Cosmos, Arturo Márquez y el mismo Díaz Infante. Música de Cámara incursionó en el uso de las artes como herramientas de las ideas, esto es, funda su base en el proceso de concebir una idea y luego encontrar la mejor manera de llevarla a la realidad. La obra central de Música de Cámara, es "El Concierto de Fotógrafos", en el cual 60 fotógrafos salen a escena con distintas cámaras y crean una composición sonora a partir de los distintos ruidos de las cámaras. En este concierto, el evento es registrado desde el punto de vista del músico y la música produce fotografía.
El concierto, con una sola pieza, "Master pez", se presentó por primera vez en 1985 y, posteriormente ese mismo año, el Gran Concierto tuvo lugar en el marco del Festival de Música Nueva, ambos en México DF.
Ha sido proyectado como video experimental en diferentes países y una nueva presentación en vivo se llevó a cabo en 2005 en el Centro Nacional de las Artes.
La importancia del grupo tiene que ver con haber experimentado con conceptos de integración de las artes y haber descubierto una veta creativa que unía conceptos que pudieran parecer distantes. En los años 80, Música de Cámara juega con el concepto "multimedia", de manera analógica, años antes de haber sido acuñado para ser usado en referencia al ordenador. Su obra tiene una clasificación sui géneris, y permite la reflexión de la música como arte de la escritura, la exploración del tiempo, del silencio, de los entornos sonoros ordenados, de la creación grupal, de la improvisación, de la interdisciplina y de la transdisciplina.

## Sobre el proyecto Ulises I
Ulises I es un proyecto de arte y ciencia, desarrollado por el Colectivo Espacial Mexicano, que consiste en el lanzamiento al espacio de un nanosatélite artificial. Ulises es una referencia a la necesidad de la creación de un imaginario posible, y se vuelve doblemente significativo al ser un imaginario propuesto por un país en vías de desarrollo, como México. El momento coyuntural que vive el mundo y el país representa  una crisis y, por esta razón, Ulises se convierte en referente para una nueva posibilidad de futuro, donde los proyectos espaciales no sólo estén relacionados con la ciencia, sino al arte.
Con la dirección de Juan José Díaz Infante Casasús, marca un inicio en la historia de la exploración espacial mexicana pues es el primer esfuerzo para diseñar un satélite desde hace muchos años. Tiene como principal misión entender los puentes entre el espacio y el arte, el satélite lleva un mensaje en clave morse que se reproduce durante 10 minutos al día en una estación de radio, que se ubica en la base terrestre del INAOE.
25 mensajes están programados para transmitirse, “Hola, vengo en paz y “Soy Ulises, vengo de México”; así como la pieza Para Ulises basada en la progresión numérica de Fibonnaci. El satélite contiene también los poemas "La Esfera" de Fernando Castro y Teresa Bordona, y Polizón, de Miguel Maldonado.